# Amys ret
Amys ret er en amerikansk drama-tv-serie, der blev sendt i USA fra 19. september 1999 til 3. maj 2005 på CBS. Hovedrollerne i serien er Amy Brenneman fra NYPD Blue og Tyne Daly fra Cagney & Lacey.
Indenfor genren juridiske dramaer på tv er Amys ret ret unik for at lægge vægt på spørgsmålene om det indlandske familieliv. Seriens hovedperson Amy Gray, er en familiedomstolsdommer og som supplement til de familie-relaterede sager hun dømmer i, handler mange af episoderne også om Amy Grays egne erfaringer som fraskilt mor og de erfaringer, som hendes mor, Maxine Gray, har som socialarbejder, der arbejder med børns velfærd. Serien er baseret på Amy Brennemans mors virkelige liv.
Efter 6 sæsoner på CBS blev serien annulleret den 18. maj 2005. Serien havde stadig faste seertal, men stationen følte at de nye afsnit ville skaffe flere seere, også blandt de yngre seere. I USA blev genudsendelsen af serien sendt på TNT, men blev fjernet igen pga. deres 2007 fall-lineup. Den sidste udsendelse blev sendt den 31. august 2007 og var 5. sæsonens afsnit: "The Long Good-Bye".

## Plot
Serien handler om en New York-advokat, Amy Gray, der efter sin skilsmisse, flytter hun og hendes datter tilbage til hendes barndomshjem i Hartford, Connecticut. Hun får hurtigt et job som dommer i byens familieret. 
Hendes mor (hos hvem hun bor), Maxine Gray, er sagsbehandler for "Ministeriet for Børn og Familie Services".
I slutningen af serien, ender Amy med at styre retsvæsnet for "US Senat".

## Personer

### Vigtigste personer
- Amy Madison Gray, spillet af Amy Brenneman: Efter separationen fra sin mand, vender Amy Gray tilbage til sit barndomshjem med sin datter, Lauren, bliver dommer for Hartfords familieret, får en skilsmisse og forsøger at komme videre med sit liv. Mens hun skal vænne sig til sit nye job og sin familie, forsøger hun at genopbygge sit kærlighedsliv. Det går ikke så godt, men hun bliver ved med at prøve. Hun har flere korte forhold til forskellige mænd, men de 2 længste og mest alvorlige forhold er med advokaterne Stuart Collins og David McClaren. Amy kan i starten ikke lide Stuart Collins, men hun beder ham om at blive forsvarsadvokat for Eric Black, bliver de tættere og bliver til sidst kærester. Men Amy efterlader ved alteret på deres bryllupsdag og siger, at han fik hende til at gøre ting, hun ikke havde lyst til at gøre. Hun møder David McClaren efter sin korte tørn i strafferetsdomstolen og fra starten er tingene mellem dem svære. Til sidste bliver Amy gravid og planlægger at gifte sig med David, men hun har en ufrivillig abort og på den måde går de hurtigt fra hinanden. I sidste episode af serien, forlader Amy sit job som dommer, for at styre "US Senatet", for at forsøge at forhindre vedtagelsen af nogle love, som vil effektivt vil sætte en stopper for unge kriminelle, ved at lade statens advokatkontor ved at forsøge at dømme teenagere som voksne i deres eget skøn.

- Maxine McCarty Gray, spillet af Tyne Daly: Amy, Peter og Vincents enke-mor. En socialarbejder for DCF (Department of Children and Family/Departementet for børn og familier). Hun var egentlig gået på pension, men vender tilbage til jobbet i starten af serien, og hun er villig til at gøre alt for børnene i hendes varetægt, selv at bøje loven. Maxine er en stædig, stærk vilje kvinde, det kan ses meget i hendes handlinger (hun har ikke talt med sin bror i 12 år), men er meget kærlig overfor sin familie. Maxines forhold til Amy er ikke let, da de er for meget ens. Efter en lidt forstyrret bejlen bliver hun forlovet med den rige forretningsmand Jared Duff, men han dør desværre 48 timer før brylluppet. I slutningen af serien får Maxine et forhold til landskabsdesigneren Ignacio Messina. Hun får to hjerteanfald i sidste sæson og bliver underlagt åben hjerte kirurgi, som giver visse livsstilsændringer, men til sidst bliver alt godt.

- Vincent Gray (episoder 1-51 & 100-138), spillet af Dan Futterman: Peter og Amys talentfulde [1] yngre bror, med hvem Amy er tættest. Vincent har vundet en Pushcart Prize, for at have samlet en række noveller i bogen "A Fortunate Son". Kort i starten af serien, er han bofælle med Donna, med hvem han senere bliver bedste venner med. Da han forsøger at fortsætte sin forfatterkarriere, får han en række forskellige jobs; hundevasker, reporter og freelancer. Han gifter sig til sidst med sin kæreste Carole Tobey (Sara Mornell), der har brystkræft, og flytter med hendes til San Francisco, og får en afsked med Amy på meget dårlige vilkår. Nogen tid senere, aftaler fætteren Kyle, at Vincent skal komme til Amys bryllup med Stuart Collins, som en overraskelse. Brylluppet går i vasken, men han får redt trådene ud med Amy. Han vender kort tid efter hjem, med den forklaring at Carole har forladt ham til fordel for sin læge, men han fortæller senere, at sandheden er, at han ikke kunne holde det ud mere og selv har forladt Carole. Mens han stadig arbejder på sin nye bog, får han et job som socialarbejder.

- Kyle McCarty (episoder 53-118), spillet af Kevin Rahm: Amy, Peter og Vincents fætter, der er søn af Maxines fremmedgjorte bror Richard (William Devane). Han var tidligere lægestuderende, men blev bortvist pga. problemer med et narkotikamisbrug. Efter at hans far har slået hånden af ham, søger han hjælp hos sin tante Maxine. Hun giver ham et hjem og et job som rådgiver for løbske teenagere. Han bliver senere bofælle til Donna, efter at Vincent er flyttet ud og finder et hospital, der er villig til at give ham en ny chance for at gøre sine studier færdige. Han får et on/off forhold til sin lægekollega Heather Labonte, mens han også kæmper med et forhold til sin vejleder dr. Lily Raddicker. Efter at hans far dør, finder han et nyt job, som læge i en SWAT-enhed. Han beslutter til sidst at følge efter sin ekskæreste Heather til Minnesota og tage sig af deres fælles søn, mens Heather er på afvænning.

- Peter Gray, spillet af Marcus Giamatti: Amy og Vincents ældre bror. Han har arvet familiens forsikrings-forretning og han er god til det, selvom det ikke var hans første valg i livet. Han er en god, men grå mand, der til tider overrasker med nogle udbrud. Peter er gift med Gilian og de har forsøgt at få børn i langt tid. De bliver enige om at adoptere en baby, fra teenageren Evie, selvom sønnen viser sig at være halv afrikansk-amerikansk. Noget tid efter at have adopteret Edward "Ned", bliver Gilian gravid og får sønnen Walt. Tingene går i stå efter Walts fødsel og parret bliver separeret et stykke tid, de begynder endda at have andre forhold. Peter går gennem en "oprørsfase", hvor han prøver at genkalde sine teenagedrømme om at være med i et band, indtil han finder ud af at hans forretning næsten er gået konkurs. Ikke længe efter, bliver Peter genforenet med sin kone.
- Gillian Gray, spillet af Jessica Tuck: Peters kone. En kontrollerende kvinde med et godt hjerte, der virkelig elsker sin mand. Hun er normalt velmenende, men er dog ofte tvangspræget og kan til tider lidt være et nervevrag. Efter ikke at kunne blive gravid, adoptere hun og Peter den afrikansk/amerikanske dreng Ned. Nogen tid senere bliver hun overraskende gravid, men der sker nogle komplikationer ved fødslen og hun går i koma i et stykke tid. Gillian og Peter får ægteskabelige problemer kort tid efter og bliver separeret. Gillian begynder faktisk at have andre forhold, inden de finder sammen igen.

- Lauren Cassidy, spillet af Karle Warren: Amys datter. Lauren er 6 år ved seriens start. En, for det meste, god pige, der har lidt under sine forældres skilsmisse i sin barndom og teenageår, men hun har en kærlig familie at holde sig til. Som ung pige, kæmper hun med sin fars forhold med Leesha, som hun egentlig godt kan lide fra starten. Da Lauren er 12 år, tager hendes onkel Peter hende til frisør, hvor hun vender hjem med en skulderkort, hip frisure, i stedet for sit taljelange hår. Laurens kæreste, Victor, viser sig at være Amys kæreste David McClarens søn, der gør at Lauren føler sig akavet og væmmes. Da Amy bliver gravid med Davids barn, fortæller Lauren sin mor, hvor meget dette forhold ødelægger hendes liv, men hun accepterer graviditeten til sidst og er der også for Amy, da hun aborterer. I slutningen af serien, begynder Lauren at hænge ud med nogle fra Straight edge-kulturen, hvilket giver hende nogle konflikter med sin mor.

- Bruce van Exel, spillet af Richard T. Jones: Amys retsassistent (Court Services Officer), der til sidst bliver hendes ven. Serien omhandler en række spørgsmål om deres forhold til hinanden på tværs af deres racer, og hvordan de selv har det med det. Bruce er en stædig mand, med stærke overbevisninger, hvis vurderinger Amy nogle gange finder uvurderlige. Han har en datter, Rebecca, hvis mor slår op med ham, efter at han havde spurgt, om de skulle flytte sammen. Bruce er på et tidspunkt suspenderet, fordi han slår en mand i gulvet. Han udfører samfundstjeneste i et suppekøkken, hvorefter han arbejder sammen med Amy igen. Han er temmelig ivrig katolik, og er ikke begejstret da hans søster Winnie, tager Rebecca med til en mere traditionel sort kirke med "mere interessante bønner". Rebecca og Lauren går i samme middel-school. I anden sidste episode, siger han sit job op, for at gøre sin mastergrad i "Familierådgiving" færdig, noget han altid har ønsket at gøre. Der er tiltrækning mellem ham og Amy, noget der nogle gange erkendes, men det bliver aldrig til noget.

- Donna Kozlowski, spillet af Jillian Armenante: Amys retssekretær. En excentrisk kvinde, fra en velhavende familie, fra hvem hun dog er udstødt. Donna er et intellektuelt geni (hun tog sin juridiske embedseksamen på halvandet år), men er socialt akavet. Hun er gift med en dømt morder, Oscar Ray Pant og er bofæller med først Vincent og derefter Kyle. Mens Donna bor med Vincent, får hun en datter, Ariadne Gray Pant. Fødslen foregår i en plastikpool i familien Grays dagligstue. Donnas mor kommer mens Donna er i fødsel, men hun er ude i stand til hjælpe, så hun tager af sted igen, så det bliver Maxine der hjælper Donna under fødslen. Senere fortæller Oscar Donna, at han er skyldig i mordet på sin mor og Donna lader sig skille. Efter at have overstået at dette, fyrer Amy Donna og tvinger hende til at arbejde som advokat og hun bliver udpeget af retten til at blive en mindre rådgiver for Hartford Youth Advocates, hvis kontor ligger lige overfor Amys.

- Sean Potter, spillet af Timothy Omundson: Maxines chef og senere ven, der har hænderne fulde med at tage sig af Maxines uortodokse metoder. Han er i første omgang en smule grøn i sin chefstilling (han bruger konstant procenter i samtaler), men han løser lidt efter lidt op og får et godt venskab med Maxine. Sean og Bruce (Amys retsassistent) bliver venner og arbejder sammen om at etablere et alternativt behandlingsprogram for unge gerningsmænd (såsom "Gun 101") og Sean bliver afsløret i en episode som en ivrig karaokesanger... en evne som der kommer i brug som underholdning til Amy og Stuarts mislykkede bryllup. Sean får et forhold til Maxines kæreste Ignacios datter Courtney Messina (Jossara Jinaro) i et stykke tid. Han underholder blandt andet Courtneys 80-årige gamle bedstemor med sangen "Vaya con Dios", hvilket Ignacio mener var et ret dårligt valg at synge for en gammel dame.

### Andre personer
- Eric Black, spillet af Blake Bashoff: En homoseksuel teenager, der gennem sit liv er blevet misbrugt flere gange. Da alt andet mislykkedes, tager Maxine modvilligt Eric med sig hjem, hvor familien hurtigt bliver glade for ham. Sean (Maxines chef) bliver Erics plejefar. Til sidst dræber Eric en mand, der gennem længere tid har terroriseret Amy og Lauren. Han bliver fundet ikke skyldig, men Maxine stoler ikke på ham mere, så han flygter til Canada med sin kæreste, Mark.

- Dr. Lily Reddicker, spillet af Kristin Lehman: Hospitalsstabschef, der tager chancen og ansætter Kyle. Hun er en skrap vejleder, men hun ser Kyles medicinske evner og hans behov for vende tilbage til medicinstudierne, selvom han prøver at gemme sig bag en sarkastisk facade. Lily kæmper med sine følelser for Kyle pga. deres faglige forhold, men også fordi et sådan forhold kan skabe problemer for Kyle, med hensyn på hans tidligere stofmisbrug. Kyle er derfor i et dilemma pga. hans følelser for både Lily og Heather.

- Heather Labonte, spillet af Sarah Danielle Madison: En læge på hospitalet Kyle arbejder på, med et stofmisbrug. Hun bliver fyret, pga. en positiv stoftest og bliver bartender. Hun har et on/off forhold til Kyle, indtil hun bliver gravid med deres fælles barn. Kyle siger, at han gerne vil hjælpe økonomisk, men at de ikke bør være sammen. Efter nogen tid, følger Kyle efter Heather til Minnesota for at tage sig af deres søn, mens Heather er på afvænning.

- Louann 'Crystal' Turner, spillet af Jennifer Esposito: En tidligere narkoman, der kører et opsøgende program til hjemløse teenagere. Hun havde et forhold til Vincent og arbejdede sammen med ham, indtil hun skaffede ham et job på en ungdomsinstitution som lærer for en kreativ-skriver klasse.

- Graciela Reyes, spillet af Tara Correa-McMullen: Et bandemedlem som Amy rådgiver. Som tiden går, gør hun fremskridt, selvom hun blev anholdt for at et drive-by-skyderi, fra en bil med sin fætter. Graciela blev fundet skyldig og bliver sendt i fængsel, hvor hun bliver myrdet, desværre afspejler denne rolle det faktiske banderelaterede mord på skuespillerinden Tara Correa-McMullen i 2005.

- Courtney Messina, spillet af Jossara Jinaro: Ignacio Messinas datter og Sean Potters kæreste.

### Amys kæresteforhold
- Michael Cassidy, spillet af #1 John Slattery, #2 Richard Burgi: Amys eksmand. Michael gifter sig med den yngre og blonde kvinde Leesha, der prøver at blive gode venner med Amy. Senere prøver han at få den fulde forældremyndighed over Amy og hans fælles datter Lauren, men det dropper han igen. Det vidste sig, Michael havde håbet at Lauren kunne hjælpe ham med sit ægteskab, men så Leesha forlader ham. Han fortæller Amy, selvom han står ved det han sagde i retten, er hun stadig en bedre forældre end han er.

- Rob Meltzer, spillet af Tom Welling (episoder 2.9-2.11, 2.15-2.16, 2.19): Laurens karatelærer, med hvem Amy har et kort forhold til.

- Tom Gillette, spillet af Gregory Harrison (episoder 1.14, 2.11-2.13): Manden Amy vælger frem for Rob. Dette forhold holdt kun 4 episoder, inden Tom gik tilbage til sin fraskilte kone.
- Barry Krumble, spillet af Chris Sarandon (episoder 3.12-3.23): En dommer som Amy kort er kæreste med. Han reddede hende fra ydmygelse til sit 10-årsjubilæum, men forholdet gik fra hinanden, fordi Barry ikke kunne leve "i nuet", som Amy gjorde.

- Stuart Collins, spillet af Reed Diamond (episoder 1.3, 1.11, 2.15, 3.1-3.3, 4.16-5.7): En advokat, der efter flere on/off situationer, bliver forlovet med Amy. Deres forhold blusser op da Amy beder Stuart om at være advokat for Eric, men det ender med at Amy forlader ham ved alteret. Seks måneder senere, møder hun Stuart, der nu er gift med en 22-årig polynesisk kvinde, som han mødte på den rejse, der skulle have været deres bryllupsrejse.

- David McClaren, spillet af Adrian Pasdar (episoder 5.1-6.15): En nyligt enkemand, assistent til statens advokater og far til Laurens kæreste Victor. Hans forhold til Amy er i starten ret svært. For det første, beskæftiger han stadig med den kendsgerning at hans kone blev myrdet og han deltager i den offer-støtte gruppe, i hvilken han beder Amy om at deltage. Senere bliver Amy gravid med hans barn og de planlægger at købe hus sammen. Men Amy får en ufrivillig abort og hun holder David på afstand, hvilket der gør at han til sidst slår op.

### Maxines kæresteforhold
- Jared Duff, spillet af Richard Crenna: En rig forretningsmand, som Maxine møder på et lokalt spisested, som Jared senere køber til hende. Tingene mellem dem er nogle gange svært, bl.a. på grund af Jareds søns modstand til forhold. Men i 2003 bliver de egentlig forlovet. Jared dør desværre 2 dage før brylluppet (dette blev gjort til en hyldest til skuespilleren Richard Crenna der døde i 2003).

- Ignacio Messina, spillet af Cheech Marin: En landskabsdesigner, som Maxine har hyret til at lave sin have. De 2 bliver meget tætte, men da Maxine opdager at Ignacio ikke er blevet skilt fra sin kone endnu, opgiver hun forholdet. Ignacio har 2 børn, Courtney Messina og Raul Messina (Tito Ortiz). De 2 forbliver dog venner og han er fortsat meget støttende om Maxines sundhedsproblemer. Endelig bliver han skilt fra sin kone og i sidste afsnit, frier han til Maxine.

## Vigtigste producenter
Barbara Hall, Amy Brenneman, Connie Tavel, Carla Kettner, James Hayman, James Frawley, Dawn Prestwich, Bill D'Elia, John Tinker, Karen Hall, Hart Hanson, Carol Barbee, Joseph Dougherty, Joseph Stern og Daniel Sackheim 
Hayman er en amerikansk producent, instruktør og cinematograf. Hans arbejde inkluderer Ugly Betty, Joan of Arcadia, Kingpin, The Sopranos, Any Day Now, Skadestuen, Lois & Clark: The New Adventures of Superman, Law & Order: Special Victims Unit, Huff, House, Murder One, Northern Exposure, Moon Over Miami, Law & Order, Arts of the West, One West Waikiki, Buffy the Vampire Slayer og Class of '96. Han har været nomineret for Emmy Awards og en DGA Award.
Kettner er er amerikansk forfatter og producer på Pacific Palisades, Due South, Vanished, Cold Squad, Killer Instinct, Strong Medicine og Early Edition. Hun vandt i 2004 "Gracie Allen Award" (delt med Whoopi Goldberg).

## Awards & nomineringer
ASCAP Film and Television Music Awards
- 2000: Vandt: "Top TV Series" – Peter Himmelman
- 2003: Vandt: "Top TV Series" – Peter Himmelman
- 2004: Vandt: "Top TV Series" – Peter Himmelman
- 2006: Vandt: "Top TV Series" – Peter Himmelman

Art Directors Guild
- 2001: Nomineret:"Excellence in Production Design Award Television – Episode of a Single-Camera Series" – Michael L. Mayer (produktionsdesigner) & Scott Meehan (art director) For episoden: Spoil the Child

Emmy Awards
- 2000: Nomineret: Outstanding Art Direction for a Single Camera Series – Michael L. Mayer (produktionsdesigner) & Kathy Curtis-Cahill (set decorator) For episoden: Spoil The Child
- Nomineret: "Outstanding Lead Actress in a Drama Series" – Amy Brenneman
- Nomineret: "Outstanding Supporting Actress in a Drama Series" – Tyne Daly
- 2001: Nomineret: Outstanding Lead Actress in a Drama Series – Amy Brenneman
- Nomineret: "Outstanding Supporting Actress in a Drama Series" – Tyne Daly
- 2002: Nomineret: "Outstanding Lead Actress in a Drama Series" – Amy Brenneman
- Nomineret: "Outstanding Music and Lyrics" – (Musik af) Peter Himmelman – For episoden: Beating the Bounds  For sangen: The Best Kind of Answer
- Nomineret: "Outstanding Supporting Actress in a Drama Series" – Tyne Daly
- 2003: Vandt: "Outstanding Supporting Actress in a Drama Series" – Tyne Daly
- 2004: Nomineret: "Outstanding Supporting Actress in a Drama Series" – Tyne Daly
- 2005: Nomineret: "Outstanding Supporting Actress in a Drama Series" – Tyne Daly

GLAAD Media Awards
- 2002: Nomineret: "Outstanding Individual Episode (In a Series Without a Regular Gay Character)" For episoden: Between The Wanting And The Getting

Genesis Awards
- 2000: Vandt: "Television – Dramatic Series" For episoden: The Persistence of Tectonics

Golden Globes
- 2000: Nomineret: "Best Performance by an Actress in a TV-Series – Drama" – Amy Brenneman
- 2001: Nomineret: "Best Performance by an Actress in a TV-Series – Drama" – Amy Brenneman
- 2002: Nomineret: "Best Performance by an Actress in a Television Series – Drama" – Amy Brenneman

Image Awards
- 2000: Nomineret: "Outstanding Supporting Actor in a Drama Series" – Richard T. Jones

PGA Awards
- 2000: Nomineret: "Television Producer of the Year Award in Episodic" – Barbara Hall,  Connie Tavel, Joseph Stern & Amy Brenneman

Satellite Awards
- 2001: Nomineret: "Best Performance by an Actress in a Series, Drama" – Tyne Daly
- 2002: Nomineret: "Best Performance by an Actress in a Series, Drama" – Amy Brenneman

Screen Actors Guild Awards
- 2002: Nomineret: "Actor Outstanding Performance by a Female Actor in a Drama Series" – Tyne Daly
- 2003: Nomineret: "Actor Outstanding Performance by a Female Actor in a Drama Series" – Amy Brenneman
- 2004: Nomineret: "Actor Outstanding Performance by a Female Actor in a Drama Series" – Tyne Daly

TV Guide Awards
- 2000: Vandt: "Favorite Actress in a New Series" – Amy Brenneman
- Vandt: "Favorite New Series"
- Nomineret: "Favorite Actor in a New Series" – Dan Futterman
- Nomineret: "Favorite Actress in a New Series" -Tyne Daly
- 2001: Vandt: "Actress of the Year in a Drama Series" – Amy Brenneman
- Vandt: "Supporting Actress of the Year in a Drama Series" – Tyne Daly
- Nomineret: "Drama Series of the Year"

Television Critics Association Awards
- 2000: Nomineret: "New Program of the Year"

Viewers for Quality Television Awards
- 2000: Vandt: "Best Supporting Actress in a Quality Drama Series" – Tyne Daly
- Nomineret: "Best Actress in a Quality Drama Series" – Amy Brenneman

Young Artist Awards
- 2000: Vandt: "Best Family TV Series – Drama"
- Nomineret: "Best Performance in a TV Drama Series – Young Actress Age Ten and Under" – Karle Warren
- 2001: Vandt: "Performance in a TV Series (Comedy or Drama) – Young Actress Age Ten or Under" – Karle Warren
- Nomineret: "Best Family TV Drama Series"
- 2002: Nomineret: "Best Performance in a TV Drama Series – Supporting Young Actress" – Karle Warren
- 2003: Nomineret: "Best Performance in a TV Comedy or Drama Series – Guest Starring Young Actor Age Ten or Under" – Tyler Patrick Jones
- Nomineret: "Best Performance in a TV Drama Series – Guest Starring Young Actress" – Ashley Edner
- Nomineret: "Best Performance in a TV Series (Comedy or Drama) – Young Actress Ten or Under" – Karle Warren
- 2004: Nomineret: "Best Performance in a TV Series (Comedy or Drama) – Supporting Young Actress" – Karle Warren
- Nomineret: "Best Performance in a TV Series – Guest Starring Young Actor" – Miles Marsico
- Nomineret: "Best Performance in a TV Series – Recurring Young Actor" – Crawford Wilson
- 2005: Nomineret: "Best Performance in a Television Series – Guest Starring Young Actor" – Cameron Bowen
- Nomineret: "Best Performance in a Television Series – Guest Starring Young Actor" – Andrew Michaelson
- Nomineret: "Best Performance in a Television Series – Guest Starring Young Actress" – Katelin Petersen
- 2006: Nomineret: "Best Performance in a Television Series (Comedy or Drama) – Guest Starring Young Actress" – Cherrelle Noyd

## Beliggenhed
Amys ret finder sted i Hartford, Connecticut. Selvom serien ofte viser at Hartford Judicial District Court har adresse på 1.265 (street ukendt), er den faktiske adresse på Hartford Judicial District "95 Washington Street", mens  familiesager bliver ført på "90 Washington Street" og "Superior Court Juvenile Matters of Hartford" er på "920 Broad Street", Hartford, CT 06106.

## Kritisk modtagelse
Flere anmelderne, der har set serien, har lagt mærke til at Amys ret, har brugt en allerede lavet tv-serie Providence som inspiration . Kritikerne har også lagt mærke til forholdet mellem Brenneman og Dalys karakterer, der er næsten ens med mor/datter forholdet i Providence . 
Amy Gray refererer også til Providence i 3.18 episode The Justice League of America. I dette afsnit er Amy til 10-årsjubilæum på "Harvard Law" og hendes gamle venner kan tilsyneladende ikke huske, at Amy bor i Hartford; de bliver ved med at tro at hun bor i Providence. Til sidst siger Amy: "Det er Hartford, David. Providence er et helt andet univers".
Serien er også blevet kritiseret for "en overflod af klichér i seriens struktur", "platte løsninger af morale problemer" , og "for lidt indhold" .

## Ratings
Seriens højeste seertal på en episode var i 2001 og havde 17,6 mil. seere.

## Internationalt
| Land                    | Navn               | Direkte oversættelse       | Station                            |
| ----------------------- | ------------------ | -------------------------- | ---------------------------------- |
| Australien              | Judging Amy        | Dømmende Amy               | Channel Nine,W. Channel,Channel 10 |
| Belgien                 | Judging Amy        | Dømmende Amy               | VijfTV,VTM                         |
| Canada (Engelsk)        | Judging Amy        | Dømmende Amy               | W Network                          |
| Canada (Québec, Fransk) | Amy                | Amy                        | Séries+                            |
| Danmark                 | Amys ret           | Amys ret                   | TV 2                               |
| Finland                 | Amyn lailla        | Som Amy eller Med Amys lov | Nelonen                            |
| Filippinerne            | Judging Amy        | Dømmende Amy               | Hallmark Channel                   |
| Frankrig                | Amy                | Amy                        | Téva                               |
| Holland                 | Judging Amy        | Dømmende Amy               | Net 5                              |
| Indien                  | Judging Amy        | Dømmende Amy               | Hallmark Channel                   |
| Irland                  | Judging Amy        | Dømmende Amy               | TV3                                |
| Israel                  | המשפט של איימי     | Amys Prøve                 | Channel 2                          |
| Italien                 | Giudice Amy        | Dommer Amy                 | Canale 5                           |
| Kroatien                | Sutkinja Amy       | Dommer Amy                 | HRT                                |
| Makedonien              | Судот на Ејми      | Dømmende Amy               | A1                                 |
| Malaysia                | Judging Amy        | Dømmende Amy               | Hallmark Channel                   |
| Mexico                  | Judging Amy        | Dømmende Amy               | American Network                   |
| New Zealand             | Judging Amy        | Dømmende Amy               | Prime TV                           |
| Norge                   | Judging Amy        | Dømmende Amy               | TV2                                |
| Panama                  | La Juez Amy        | Dommer Amy                 | FETV Channel 5                     |
| Polen                   | Potyczki Amy       | Amys Forelskelser          | Hallmark Channel                   |
| Portugal                | A Juiza            | Dommeren                   | SIC Mulher                         |
| Rumænien                | Amy                | Amy                        | Hallmark Channel                   |
| Slovenien               | Naša sodnica       | Dømmende Amy               | POP TV                             |
| Sydafrika               | Judging Amy        | Dømmende Amy               | SABC 2                             |
| Sydkorea                | Judging Amy        | Dømmende Amy               | Alice TV                           |
| Spanien (Catalonisk)    | Jutjant l'Amy      | Dømmende Amy               | TV3                                |
| Spanien                 | La Juez Amy        | Dommer Amy                 | Cosmopolitan                       |
| Storbritannien          | Judging Amy        | Dømmende Amy               | Living TV,Hallmark                 |
| Sverige                 | Vem dömer Amy?     | Hvem dømmer Amy?           | TV4 Plus                           |
| Thailand                | Judging Amy        | Dømmende Amy               | Hallmark Channel                   |
| Tjekkiet                | Soudkyně Amy       | Dommer Amy                 | Hallmark Channel                   |
| Tyskland                | Für alle Fälle Amy | Amy i alle sager           | VOX                                |
| Ungarn                  | Amy-nek ítélve     | Dømmende Amy               | Hallmark Channel                   |
| Østrig                  | Für alle Fälle Amy | Amy i alle sager           | ATV+                               |